# Белая болезнь (фильм)
Белая болезнь — чешский антивоенный драматический фильм 1937 режиссёра Гуго Гааса, поставленный по одноимённою пьесе Карела Чапека. Сюжет фильма несколько отличается от оригинальной пьесы.

## Сюжет
Главный герой врач Гален (роль которого сыграл режиссёр Гуго Гаас) изобретает лекарство от новой смертельной болезни, которая проявляется в виде белых пятен на теле, которые теряют чувствительность. Он лечит прежде всего бедных и отказывается лечить богатых и могущественных — всех, кто может быть причастными к войне. Когда заражается сам диктатор — Маршал (Зденек Штепанек), Гален отказывается готовить лекарства, пока он не остановит войну. Маршал колеблется, но в конце концов принимает условие Галена и решает прекратить войну. Пока Гален пытается доставить лекарства Маршалу, его забивает насмерть фанатичная толпа людей перед дворцом. Впрочем, несмотря на эту новость, Маршал уже изменил мнение: он выходит перед толпой, чтобы провозгласить мир.

## Основная информация
- Оригинальная идея: Карел Чапек
- Сценарий: Гуго Гаас
- Музыка: Ян Бранбергер
- Режиссёр фотографии Отто Геллер
- Режиссёр: Гуго Хаас
- Дополнительная информация: чёрно-белый, 106 мин, драма
- Студии «Баррандов»
- Производство: «Молдавия», 1937

## В ролях
- Гуго Гаас — Гален
- Бедржих Карен — Сигелиус, руководитель клиники
- Зденек Штепанек — маршал
- Вацлав Выдра — барон Крог
- Франтишек Смолик — гражданин
- Елена Фридлова — жена гражданина
- Ладислав Богач — сын Крога
- Карла Оличова — дочь маршала
- Ярослав Пруха — д-р Мартин
- Владимир Шмерал — первый помощник
- Витезслав Бочек — сын гражданина
- Ева Свободова — дочь гражданина
- Карел Досталь — министр пропаганды

## Ссылка
- https://www.imdb.com/title/tt0028632/
- Bila nemoc с английскими субтитрами.

## литература
- BROŽ, Jaroslav, FRÍDA, Myrtil. Historie československého filmu v obrazech 1930 — 1945 . Praha: Orbis, 1966, str. 128, 133, 136-7, 146, 151, 175, 239, foto 341-4
- Willis, Donald, ed. (1985). Variety’s Complete Science Fiction Reviews. Garland. ISBN 0-8240-6263-9 .